# Philip Noel-Baker
Philip John Noel-Baker, Nam tước Noel-Baker, PC (1 tháng 11 năm 1889 - 8 tháng 10 năm 1982), tên khi sinh Philip John Baker, là một chính trị gia người Anh, nhà ngoại giao, học giả, vận động viên nghiệp dư xuất sắc, và nhà vận động nổi tiếng về giải trừ quân bị. Ông mang cờ đội tuyển Anh và giành huy chương bạc cho 1500m tại Thế vận hội Mùa hè 1920 ở Antwerp, và nhận giải Nobel Hòa bình năm 1959.
Noel-Baker là người duy nhất giành được huy chương Olympic và nhận giải thưởng Nobel. Ông là một thành viên Lao động của quốc hội từ 1929 đến 1931 và từ 1936 đến 1970, phục vụ trong một số văn phòng bộ trưởng và nội các. Ông đã trở thành một người bạn đời vào năm 1977.